# Chidiebere Nwakali
Chidiebere Chijioke Nwakali, född den 26 december 1996 i Owerri, Nigeria, är en nigeriansk fotbollsspelare.

## Karriär

### Succé i U-17-VM - till England
I januari 2014 undertecknade Nwakali ett fyraårigt avtal med Manchester City; detta efter att ha varit framträdande med Nigerias juniorlandslag under 2013 års U17-VM.

### Utlåningar
Ett år senare lånades Nwakali ut till Málaga CF där han tog plats i reservlaget. Han gjorde här sin seniordebut i februari en 1–0-vinst mot Antequera CF.
I augusti 2015 lånades den unge nigerianen ut till Segunda División-laget Girona FC på ett lån som skulle sträcka sig över säsongen.
I mars 2016 avslutade Nwakali sitt lån med Girona efter att ha misslyckats med att få spela en enda minut för klubben och han gick istället till norska IK Start i Tippeligaen. I april gjorde han sin debut som avbytare i en 1–0-förlust mot Viking FK. I Norge hade han en förhållandevis lyckad period och spelade 22 seriematcher på vilka han också gjorde 3 mål.
I februari 2017 fortsatte Nwakali sin lånesejour med en flytt till seriekonkurrenten Sogndal Fotball. Också här blev det en bra tid med spel i 26 matcher och 4 mål.
Ett knappt år senare, i januari 2018, när han fortfarande tillhörde Manchester City, lånades han ut till skotska Aberdeen.

### Klubbyten
Sommaren 2018 värvades Nwakali av den polska klubben Raków Częstochowa, men efter bara två framträdanden lämnade han klubben på grund av personliga skäl.
I januari 2019 skrev Nwakali på ett 4-års-kontrakt med svenska Kalmar FF. Säsongen blev dock ett fiasko då nigerianen på grund av sjukdom och andra svårigheter inte kom i närheten av att ta en plats i A-laget. Då Nwakali inte dök upp till försäsongsträningen i januari följande år bröt klubben kontraktet med honom.

### Webbsidor
- Profil transfermarkt